# Bahnstrecke Tarvisio–Ljubljana
| |                      |                                                  |                                                  |
| Streckennummer: | 20                   |                                                  |                                                  |
| Streckenlänge: | 64,5 km              |                                                  |                                                  |
| Spurweite: | 1435 mm (Normalspur) |                                                  |                                                  |
| Stromsystem: | 3 kV =               |                                                  |                                                  |
| Streckengeschwindigkeit: | 100 km/h             |                                                  |                                                  |
| |                      |                                                  |                                                  |
| \| \| \| von Spielfeld-Straß \| \| \| \| \| von Karlovac \| \| \| \| 565,7 \| Ljubljana \| Ljubljana \| \| \| \| nach Trieste \| \| \| \| 567,3 \| Ljubljana Šiška \| Ljubljana Šiška \| \| \| 568,8 \| Litostroj \| Litostroj \| \| \| 570,1 \| Ljubljana Stegne \| Ljubljana Stegne \| \| \| \| nach Kamnik \| \| \| \| 572,1 \| Ljubljana Vižmarje 1943 als St Veit-Weichseldorf \| Ljubljana Vižmarje 1943 als St Veit-Weichseldorf \| \| \| 575,3 \| Medno 1943 als Medno \| Medno 1943 als Medno \| \| \| 578,2 \| Medvode 1943 als Zwischenwässern \| Medvode 1943 als Zwischenwässern \| \| \| \| (Sora) \| \| \| \| 582,1 \| Reteče 1943 als Oberdorf-Ratendorf \| Reteče 1943 als Oberdorf-Ratendorf \| \| \| 585,7 \| Škofja Loka 1943 als Laak (Zaier) \| Škofja Loka 1943 als Laak (Zaier) \| \| \| 589,2 \| Žabnica 1943 als Safnitz \| Žabnica 1943 als Safnitz \| \| \| 594,5 \| Kranj 1943 als Krainburg \| Kranj 1943 als Krainburg \| \| \| \| nach Naklo \| \| \| \| 605,3 \| Podnart 1943 als Podnart-Krapp \| Podnart 1943 als Podnart-Krapp \| \| \| 608,2 \| Otoče 1943 als Werd \| Otoče 1943 als Werd \| \| \| \| (Save) \| \| \| \| 610,6 \| Globoko 1943 nicht aufgelistet \| Globoko 1943 nicht aufgelistet \| \| \| \| Globoko (236 m) \| \| \| \| \| Radovljica (25 m) \| \| \| \| 614,2 \| Radovljica 1943 als Radmannsdorf \| Radovljica 1943 als Radmannsdorf \| \| \| 617,3 \| Lesce Bled 1943 als Lees-Veldes \| Lesce Bled 1943 als Lees-Veldes \| \| \| \| (Avtocesta A1) \| \| \| \| 622,3 \| Žirovnica 1943 als Scheraunitz \| Žirovnica 1943 als Scheraunitz \| \| \| 627,4 \| Slovenski Javornik 1943 als Jauerburg \| Slovenski Javornik 1943 als Jauerburg \| \| \| \| von Triest \| \| \| \| 630,2 \| Jesenice 1943 als Assling (Sawe) \| Jesenice 1943 als Assling (Sawe) \| \| \| \| \| \| \| \| \| nach St. Veit a.d. Glan (Rosentalbahn) \| \| \| \| \| \| \| \| \| 633,3 \| Hrušica 1943 als Birnbaum \| Hrušica 1943 als Birnbaum \| \| \| 640,0 \| Dovje-Mojstrana 1943 als Lengenfeld-Meistern \| Dovje-Mojstrana 1943 als Lengenfeld-Meistern \| \| \| 648,2 \| Gozd 1943 als Wald (Sawe) \| Gozd 1943 als Wald (Sawe) \| \| \| 652,6 \| Kranjska Gora 1943 als Kronau \| Kranjska Gora 1943 als Kronau \| \| \| 655,8 \| Podkoren 1943 als Wurzen (Sawe) \| Podkoren 1943 als Wurzen (Sawe) \| \| \| 658,2 \| Rateče 1943 als Ratschach-Matten \| Rateče 1943 als Ratschach-Matten \| \| \| \| Grenze Slowenien / Italien \| \| \| \| 660,6 \| Fusine Laghi \| Fusine Laghi \| \| \| 662,5 \| Fusine in Valromana \| Fusine in Valromana \| \| \| \| von St. Michael (Rudolfsbahn) \| \| \| \| \| Tarvisio Boscoverde (Alt Tarvis) \| \| \| \| \| nach Udine (Pontebbana) \| \| \| \| \| nach/von Udine (Pontebbana) \| \| \| \| 669,4 \| Tarvisio Centrale \| Tarvisio Centrale \| \| \| \| nach St. Michael (Rudolfsbahn) \| \| |                      |                                                  |                                                  |
| Strecke |                      | von Spielfeld-Straß                              | von Spielfeld-Straß                              |
| Abzweig geradeaus und von links |                      | von Karlovac                                     | von Karlovac                                     |
| Bahnhof | 565,7                | Ljubljana                                        | Ljubljana                                        |
| Abzweig geradeaus und nach links |                      | nach Trieste                                     | nach Trieste                                     |
| Dienststation / Betriebs- oder Güterbahnhof | 567,3                | Ljubljana Šiška                                  | Ljubljana Šiška                                  |
| Haltepunkt / Haltestelle | 568,8                | Litostroj                                        | Litostroj                                        |
| Haltepunkt / Haltestelle | 570,1                | Ljubljana Stegne                                 | Ljubljana Stegne                                 |
| Abzweig geradeaus und nach rechts |                      | nach Kamnik                                      | nach Kamnik                                      |
| Bahnhof | 572,1                | Ljubljana Vižmarje 1943 als St Veit-Weichseldorf | Ljubljana Vižmarje 1943 als St Veit-Weichseldorf |
| Haltepunkt / Haltestelle | 575,3                | Medno 1943 als Medno                             | Medno 1943 als Medno                             |
| Bahnhof | 578,2                | Medvode 1943 als Zwischenwässern                 | Medvode 1943 als Zwischenwässern                 |
| Brücke über Wasserlauf |                      | (Sora)                                           | (Sora)                                           |
| Haltepunkt / Haltestelle | 582,1                | Reteče 1943 als Oberdorf-Ratendorf               | Reteče 1943 als Oberdorf-Ratendorf               |
| Bahnhof | 585,7                | Škofja Loka 1943 als Laak (Zaier)                | Škofja Loka 1943 als Laak (Zaier)                |
| Haltepunkt / Haltestelle | 589,2                | Žabnica 1943 als Safnitz                         | Žabnica 1943 als Safnitz                         |
| Bahnhof | 594,5                | Kranj 1943 als Krainburg                         | Kranj 1943 als Krainburg                         |
| Abzweig geradeaus und nach rechts |                      | nach Naklo                                       | nach Naklo                                       |
| Bahnhof | 605,3                | Podnart 1943 als Podnart-Krapp                   | Podnart 1943 als Podnart-Krapp                   |
| Haltepunkt / Haltestelle | 608,2                | Otoče 1943 als Werd                              | Otoče 1943 als Werd                              |
| Brücke über Wasserlauf |                      | (Save)                                           | (Save)                                           |
| Haltepunkt / Haltestelle | 610,6                | Globoko 1943 nicht aufgelistet                   | Globoko 1943 nicht aufgelistet                   |
| Tunnel |                      | Globoko (236 m)                                  | Globoko (236 m)                                  |
| Tunnel |                      | Radovljica (25 m)                                | Radovljica (25 m)                                |
| Haltepunkt / Haltestelle | 614,2                | Radovljica 1943 als Radmannsdorf                 | Radovljica 1943 als Radmannsdorf                 |
| Bahnhof | 617,3                | Lesce Bled 1943 als Lees-Veldes                  | Lesce Bled 1943 als Lees-Veldes                  |
| Brücke |                      | (Avtocesta A1)                                   | (Avtocesta A1)                                   |
| Bahnhof | 622,3                | Žirovnica 1943 als Scheraunitz                   | Žirovnica 1943 als Scheraunitz                   |
| Bahnhof | 627,4                | Slovenski Javornik 1943 als Jauerburg            | Slovenski Javornik 1943 als Jauerburg            |
| Abzweig geradeaus und von links |                      | von Triest                                       | von Triest                                       |
| Bahnhof | 630,2                | Jesenice 1943 als Assling (Sawe)                 | Jesenice 1943 als Assling (Sawe)                 |
| Verschwenkung von links (Strecke außer Betrieb) · Verschwenkung von rechts |                      |                                                  |                                                  |
| Kreuzung geradeaus unten (Strecke geradeaus außer Betrieb) · Strecke nach rechts |                      | nach St. Veit a.d. Glan (Rosentalbahn)           | nach St. Veit a.d. Glan (Rosentalbahn)           |
| Verschwenkung nach links (Strecke außer Betrieb) |                      |                                                  |                                                  |
| Bahnhof (Strecke außer Betrieb) | 633,3                | Hrušica 1943 als Birnbaum                        | Hrušica 1943 als Birnbaum                        |
| Bahnhof (Strecke außer Betrieb) | 640,0                | Dovje-Mojstrana 1943 als Lengenfeld-Meistern     | Dovje-Mojstrana 1943 als Lengenfeld-Meistern     |
| Bahnhof (Strecke außer Betrieb) | 648,2                | Gozd 1943 als Wald (Sawe)                        | Gozd 1943 als Wald (Sawe)                        |
| Bahnhof (Strecke außer Betrieb) | 652,6                | Kranjska Gora 1943 als Kronau                    | Kranjska Gora 1943 als Kronau                    |
| Haltepunkt / Haltestelle (Strecke außer Betrieb) | 655,8                | Podkoren 1943 als Wurzen (Sawe)                  | Podkoren 1943 als Wurzen (Sawe)                  |
| Bahnhof (Strecke außer Betrieb) | 658,2                | Rateče 1943 als Ratschach-Matten                 | Rateče 1943 als Ratschach-Matten                 |
| Grenze (Strecke außer Betrieb) |                      | Grenze Slowenien / Italien                       | Grenze Slowenien / Italien                       |
| Bahnhof (Strecke außer Betrieb) | 660,6                | Fusine Laghi                                     | Fusine Laghi                                     |
| Bahnhof (Strecke außer Betrieb) | 662,5                | Fusine in Valromana                              | Fusine in Valromana                              |
| Abzweig ehemals geradeaus, ehemals nach rechts und von rechts |                      | von St. Michael (Rudolfsbahn)                    | von St. Michael (Rudolfsbahn)                    |
| Bahnhof |                      | Tarvisio Boscoverde (Alt Tarvis)                 | Tarvisio Boscoverde (Alt Tarvis)                 |
| Abzweig ehemals geradeaus und nach links |                      | nach Udine (Pontebbana)                          | nach Udine (Pontebbana)                          |
| Abzweig geradeaus, nach links und von links (Strecke außer Betrieb) |                      | nach/von Udine (Pontebbana)                      | nach/von Udine (Pontebbana)                      |
| Bahnhof (Strecke außer Betrieb) | 669,4                | Tarvisio Centrale                                | Tarvisio Centrale                                |
| Strecke (außer Betrieb) |                      | nach St. Michael (Rudolfsbahn)                   | nach St. Michael (Rudolfsbahn)                   |

Die Bahnstrecke Tarvisio–Ljubljana ist eine nur noch teilweise in Betrieb befindliche, eingleisige Hauptbahn in Italien und Slowenien, die ursprünglich von der Kronprinz-Rudolf-Bahn (Sankt Valentin–Laibach) erbaut und betrieben wurde. Zwischen Jesenice/Aßling und Ljubljana/Laibach ist sie heute Teil der Fernverbindung von Salzburg über Villach nach Ljubljana, der Abschnitt Tarvisio–Jesenice ist stillgelegt, daher spricht man auch von Bahnstrecke Ljubljana–Jesenice (slowenisch Železniška proga Ljubljana – Jesenice).

## Geschichte
Die Bahnstrecke von Tarvis über Aßling nach Laibach wurde am 14. Dezember 1870 als Teil der österreichischen Kronprinz-Rudolf-Bahn eröffnet. Nachdem 1873 auch die Verbindung von Villach nach Tarvis fertiggestellt war, bestand so eine direkte Verbindung von Prag nach Laibach, das bereits seit 1849 durch die Bahnstrecken Spielfeld-Straß–Trieste und Wien–Spielfeld-Straß mit der Hauptstadt Wien verbunden war.

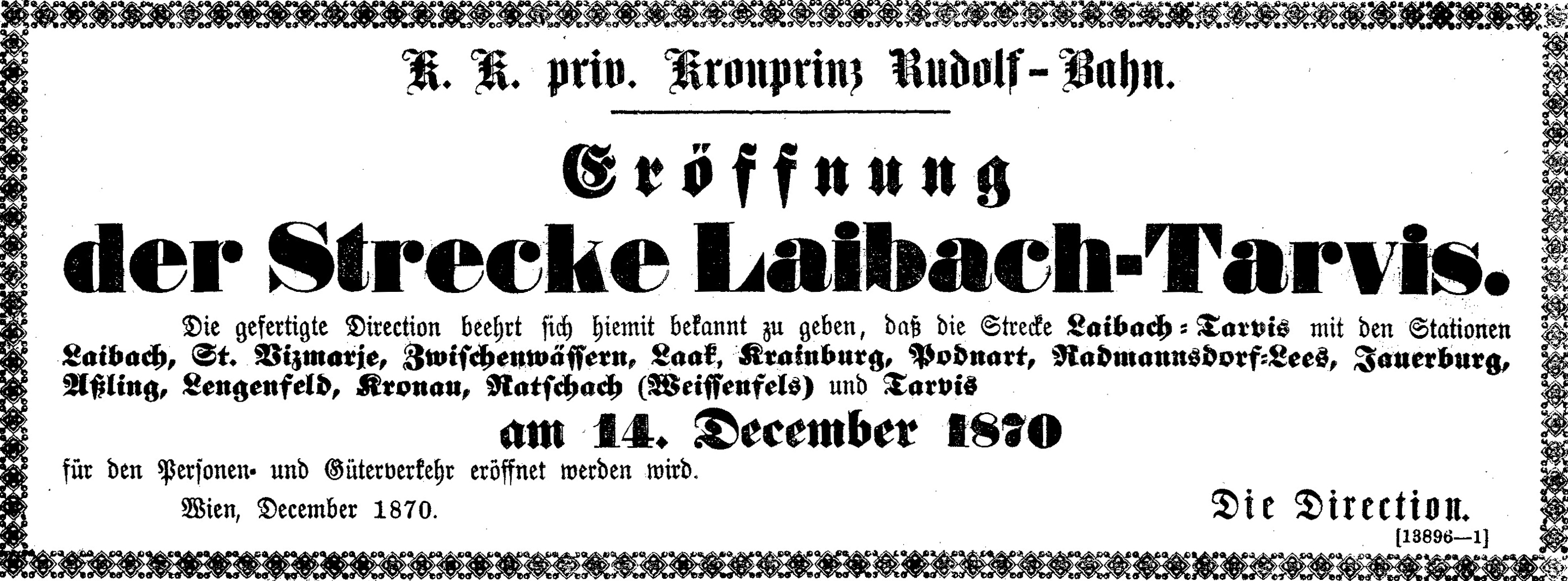
Wiener Zeitung, Nr. 308/1870 vom 12. Dezember 1870

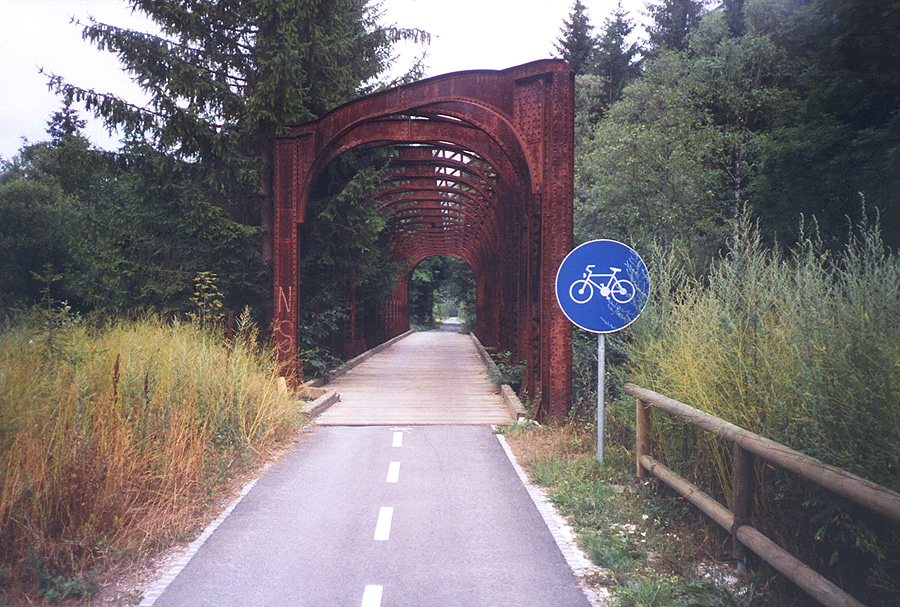
Radweg auf der ehemaligen Bahntrasse, Brücke über die Sava Dolinka (Wurzener Save), drei Kilometer östlich von Gozd Martuljek (Wald Matujegg). –

Seit 1906 ist Aßling (Jesenice) durch den Karawankentunnel und die Karawankenbahn auch direkt mit Villach und Klagenfurt verbunden.
Nach 1918 fiel der Streckenabschnitt von Tarvisio bis zur italienisch-slowenischen Grenze an Italien, der Streckenabschnitt von der Grenze über Jesenice nach Ljubljana an Jugoslawien. 1967 wurde der italienische Streckenabschnitt stillgelegt, zwei Jahre später der Abschnitt von der Grenze bis Jesenice. Die verbleibende Strecke Jesenice–Ljubljana wird nach der Auflösung Jugoslawiens seit 1992 wird der Slovenske Železnice (Slowenische Eisenbahn) betrieben.
Auf Teilen der ehemaligen Bahntrasse im slowenischen Savetal zwischen Kranjska Gora und Jesenice besteht seit Mitte der 1990er Jahre ein fast durchgehender Radweg.

## Betrieb
Die bestehende Strecke Jesenice–Ljubljana ist eingleisig und mit 3 kV Gleichspannung elektrifiziert. Sie stellt mit dem in Jesenice anschließenden Karawankentunnel eine wichtige Verbindung zwischen Österreich und den Balkanländern dar. Die Strecke durch den Karawankentunnel ist mit 15 kV Wechselspannung elektrifiziert, der Bahnhof Jesenice ist deshalb ein klassischer Systemwechselbahnhof mit Quertrennung nach italienischem Vorbild. Elektrische Lokomotiven fahren abgebügelt in das jeweils andere Stromsystem ein und werden entweder von einer Rangier- oder der neuen Zuglokomotive abgezogen und unter das eigene Stromsystem zurückgeschoben. Mehrsystemfähige Maschinen werden beim Verkehrshalt im Stand umgeschaltet. Die Fahrleitungsanlage ermöglicht auch Durchfahrten, jedoch muss beim Systemwechsel auch der Stromabnehmer gewechselt werden.

## Streckenverlauf

### Tarvis – Jesenice (heute Radweg)
Der im alten Bahnhof Tarvisio Centrale beginnende Rudolfsbahn-Ast verließ in einer scharfen Linkskurve die Station, übersetzte sofort die tief eingeschnittene Gailitz und wandte sich, einer Kehrschleife gleich, hoch über dem Gailitztal ostwärts in den Graben des Weissenbachs (Rio Bianco) und strebte an dessen Südabhängen bzw. (ab dem heutigen Villabassa / Seebach) in Seitengräben steil bergan Richtung Fusine in Valromana. Um die Talstufe östlich von Fusine zu bewältigen, hatte die Linie dabei bereits über Fusine deutlich an Höhe gewonnen, mittels derer der Talboden bei der heutigen Staatsgrenze zu Slowenien – dem Ratece – auf etwa 850 m Seehöhe ü. A. erreicht wurde. Ab hier fällt die Strecke im Savetal bis Laibach.
Zunächst hielt sie sich, Kranjska Gora tangierend, an die südliche Talflanke, übersetzte beim früheren Rute (jetzt Gozd Martuljek) den Fluss nordwärts und hielt sich daraufhin an den Fuß der nördlichen Talflanke bis zum Bahnhof Jesenice/Assling, im Talboden an der Save gelegen.

### Jesenice – Kranj
In Jesenice verlässt die Wocheinerbahn die Rudolfsbahn nach Süden, während diese wiederum am nördlichen Bergfuß entlang weiter Richtung Südwesten gelangt. Bei Žirovnica / Scheraunitz überbrückt die Eisenbahn die hier tief eingegrabene, aus einem östlichen Seitental kommende, Zavrsnica und deren südlichen Höhenrücken und tritt unmittelbar in die weite, ebene Hochterrasse geradlinig bis Radovljica / Radmannsdorf ein. Ab Radmannsdorf steigt die einspurige Rudolfsbahn zunächst an der nordöstlichen Abbruchkante der Beckenebene zur Save zum Gewässer hinab, überbrückt Letzteres nach Globoko und zieht weiter, nunmehr hochwassergeschützt auf der Uferterrasse bzw. am Hangfuß, an der südlichen Saveseite bis Kranj / Krainburg.
Südlich von Kranj wird dann, das weite, flache Becken geradlinig querend, Skofja Loka / Bischoflack angebunden, was einen Umweg nach Medvode bedeutet, wo die Save wieder entlang der Sora erreicht wird. Weiter südöstlich wird das weite Laibacher Becken erreicht und geradlinig Ljubljana Hauptbahnhof angestrebt, in den die Linie in einem scharfen Linksbogen einfährt.